# کارابائو
کارابائو (اسپانیایی: Carabao‎) یا کالابا (در زبان تاگالوگ) یا کابا (در زبان زبان سبوانو) نوعی گاومیش بومی کشور فیلیپین است که در گوآم، مالزی و اندونزی هم یافت می‌شود. این گاومیش نخستین بار در قرن ۱۷ میلادی از هند شرقی اسپانیا به گوآم آورده شد. کارابائو اهمیت فرهنگی زیادی برای مردم چامورو دارد و حیوان ملی غیررسمی گوام محسوب می‌شوند. در مالزی، کارابائو (در زبان مالایی کربائو نامیده می‌شود) حیوان رسمی ایالت نگاری سمبیلان است. جنس مادهٔ این گاومیش «کارابایا» (اسپانیایی: Caraballa‎) نامیده می‌شود. پیش از ورود اسپانیایی‌ها، این گاومیش در میان بومیان لوزون با نام «نوآنگ» شناخته می‌شد و بومیان سنترال لوزون نیز آنرا «آنووانگ» و «دامولاگ» می‌نامیدند.